# Kopřivná
Obec Kopřivná (německy Geppersdorf) se nachází v okrese Šumperk v Olomouckém kraji. Žije zde 293 obyvatel.

## Název
Kolonizační ves se písemně poprvé připomínala roku 1414, kdy náležela k panství Bludov a nazývala se Geppersdorf, Geppertova ves.. Roku 1431 bylo jméno vesnice zapsáno jako Gunpersdorff, což znamenalo "Guntbertova ves". Další německé zápisy mají podobu se základem v osobním jménu Gepper, domácká podoba jména Gebhart. Do češtiny bylo německé Geppersdorf přejato hláskovou úpravou nejprve jako Kopřinov, pak přikloněním ke kopřiva změněno na Kopřivov a Kopřivnov. Podoba Kopřivná byla ustanovena v roce 1924.

## Historie
První písemná zmínka o obci pochází z roku 1414.

## Kulturní památky
V katastru obce jsou evidovány tyto kulturní památky:
- Zřícenina hradu Nový hrad – zbytky středověkého hradu z přelomu 13. a 14. století, zaniklého koncem 15. století
- Kostel Nejsvětější Trojice s areálem – jednolodní rokoková stavba s pětibokým závěrem a s hranolovou věží na západní straně byla vystavěna v letech 1746–1752 a vysvěcená roku 1753. Má výraznou, umělecky cennou výzdobu interiéru: obraz Nejsvětější Trojice na hlavní oltář namaloval Ignác Oderlický, dřevěné nadživotní sochy andělů, které vytvářejí iluzi, že nesou dřevěnou architekturu oltáře s postavami Nejsv. Trojice a světců na hroním rámu, vyřezal  bavorský sochař Ignaz Günther, stejně jako po stranách oltáře samostatně stojící sochy sv. Petra a Pavla, a kazatelnu s bohatou dekorací na poprsni (sochy čtyř evangelistů) a na stříšce (alegorické sochy Tří křesťanských ctností[8] Dále vyřezal dvojici zpovědnic a varhanní skříň. Šlo o objednávku majitele panství a patrona kostela, Jana Ludvíka ze Žerotína–Lilgenau. Později vznikly dva oltáře: Svaté rodiny s obrazem sv. Jana Nepomuckého v nástravci a sv. Anny vyučující Pannu Marii, v nástavci s obraze, sv. Iva od J. Zinka, na zařízení se podílel také Severin Tischler. .

K areálu dále patří:
- hřbitov se čtyřmi bránami a dvěma kaplemi z doby výstavby kostela
- ohradní zeď ze stejné doby
- Kaplička Nanebevstoupení Páně, nazývána Matzekova (nad vesnicí u cesty na Šumperk) – drobná klasicistní stavba z 19. století

## Části obce
- Kopřivná
- Lužná

## Galerie

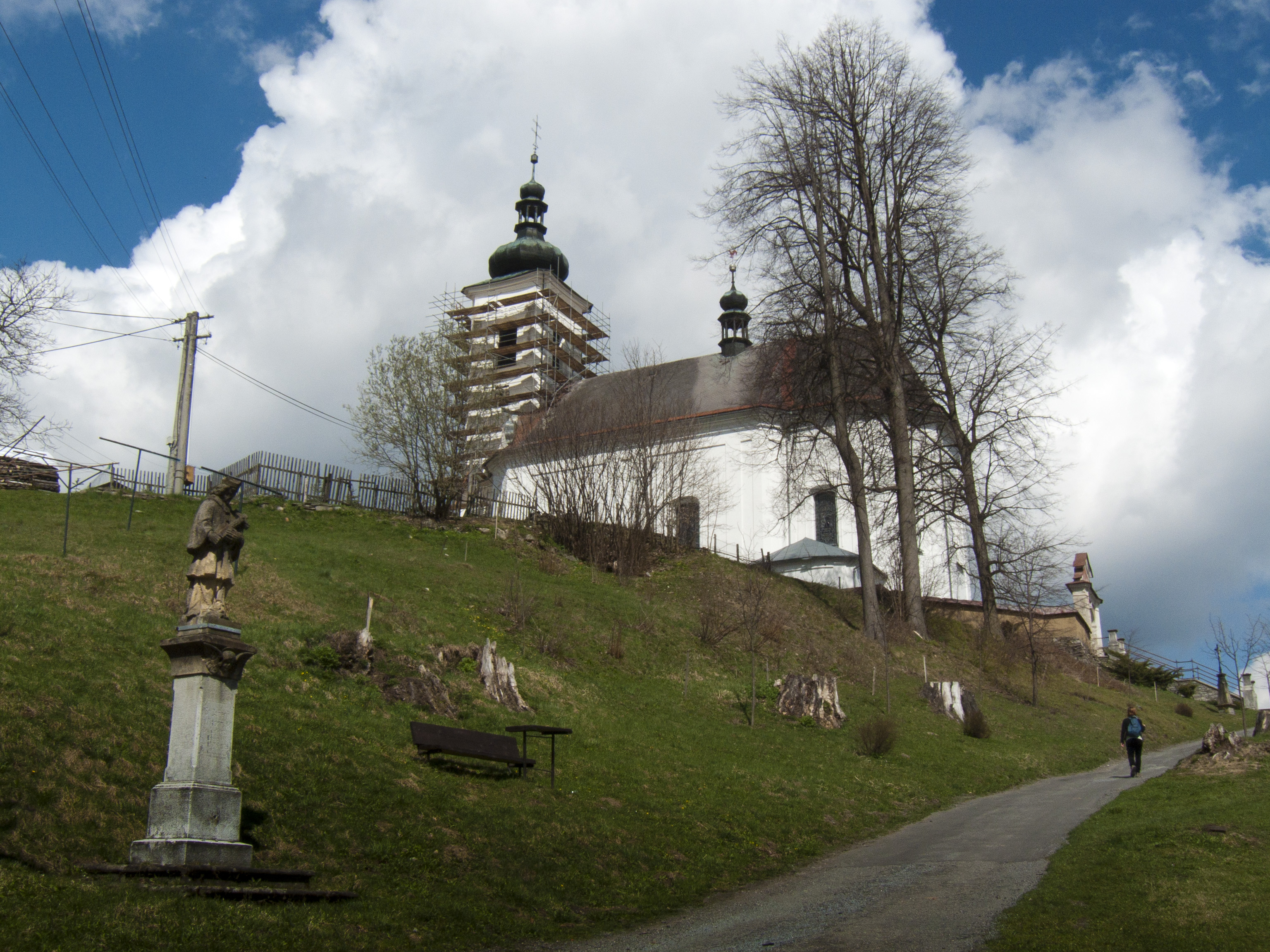
Kostel Nejsvětější Trojice
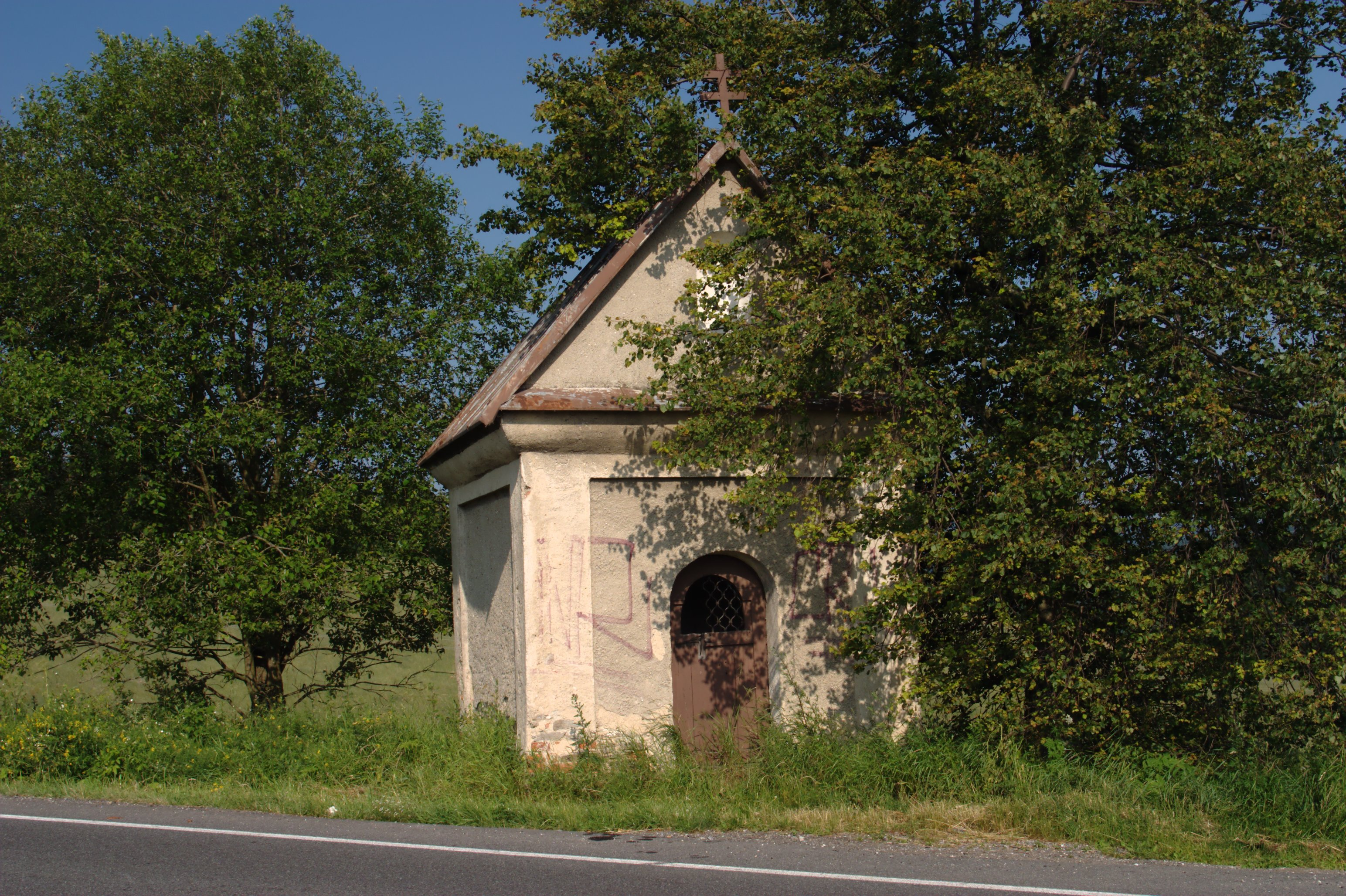
Kaplička Nanebevstoupení Páně